# NGC 986A
NGC 986A (другие обозначения — MCG -7-6-14A, ESO 299-6A, AM 0230-393, PGC 9686, PGC 9685) — галактика в созвездии Печь.
Этот объект не входит в число перечисленных в оригинальной редакции «Нового общего каталога» и был добавлен позднее.